# Province de Pailin
Pailin (khmer : ប៉ៃលិន ; « saphir » ou « topaze », à cause de ses richesses minières) est une ville (krong) et province de l'ouest du Cambodge. Elle est frontalière de la Thaïlande à l'Ouest et entièrement entourée à l'est par la province de Battambang, dont elle a été officiellement extraite après la reddition de la faction des Khmers rouges de Ieng Sary en 1996. Elle a acquis le statut de province en décembre 2008,.
Pailin a longtemps été connue comme une place forte des Khmers Rouges, restée sous leur contrôle après leur défaite en 1979.

## Géographie
La région de Pailin est située dans la partie occidentale de la province de Battambang, sur un plateau cristallin de 170 à 180 m d'altitude moyenne. Ce dernier est dominé au sud par l'escarpement gréseux du Tadeth, culminant à 1 164 m, et au Nord par les hauteurs du Srang Thom et du Kacchim.

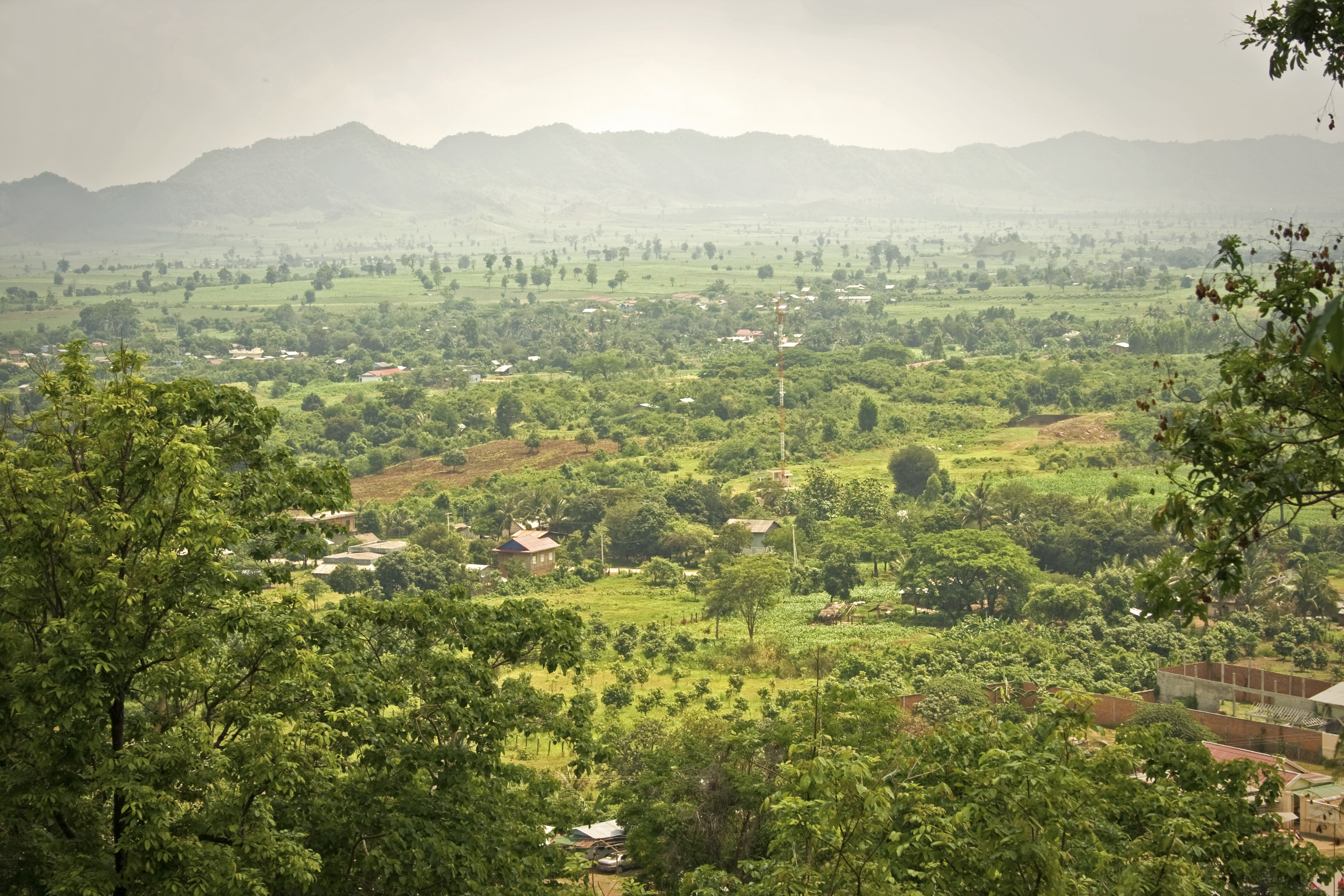
Campagne Pailin de Phnom Yat

## Les paons de Pailin
Comme à Pursat, le paon est représenté dans les danses de Pailin. Les Kola, ethnie d'origine birmane, vivent dans la région depuis une centaine d'années. Leur activité principale est l'extraction des pierres précieuses, travail de spécialistes dans lequel ils sont passés maîtres. S'ils aiment aussi à mimer la marche du paon, c'est dans un esprit tout à fait différent. La représentation se fait le plus réaliste possible, et un lourd assemblage de toiles vivement colorisées suggère de façon particulièrement spectaculaire les ébats d'un couple de jeunes paons amoureux. Cette danse, dit-on, apporte aux villageois le bonheur et la prospérité.

## Administration
La province est divisée en deux districts :
- 2401 Pailin (ប៉ៃលិន)
- 2402 Sala Krau (សាលាក្រៅ ; "abri ou salle extérieure", du sanskrit śālā : "maison, salle")

## Démographie
|                                            | Pailin      | Pailin      | Cambodge    | Cambodge    |
| 1998                                       | 2008        | 1998        | 2008        |             |
| Population totale                          | 22 906      | 70 482      | 11 437 656  | 13 388 910  |
| Croissance de la population 1998 - 2008    | 207,7 %     | 207,7 %     | 17 %        | 17 %        |
| Taux de la population rurale               | 62,85 %     | 77,75 %     | 82,29 %     | 80,47 %     |
| Densité                                    | 29 hab./km2 | 88 hab./km2 | 64 hab./km2 | 75 hab./km2 |
| Sex-ratio (Nombre d'hommes pour une femme) | 1,179       | 1,055       | 0,93        | 0,942       |
| Taille moyenne des foyers                  | 5,2 membres | 4,7 membres | 5,2 membres | 4,7 membres |